# Langues piawi
Les langues piawi sont une famille de langues papoues parlées en Papouasie-Nouvelle-Guinée dans les provinces d'Enga et Madang.

## Classification
Malcolm Ross (2005), tout comme Nordhoff, Haspelmath, Hammarström et Forkel classe le piawi comme une famille de langues papoues indépendante.

## Liste des langues
Les langues piawi sont au nombre de deux :
- haruai
- pinai-hagahai

## Sources
- (en) Malcolm Ross, 2005, Pronouns as a preliminary diagnostic for grouping Papuan languages, dans Andrew Pawley, Robert Attenborough, Robin Hide, Jack Golson (éditeurs) Papuan pasts: cultural, linguistic and biological histories of Papuan-speaking peoples, Canberra, Pacific Linguistics. pp. 15–66.